# Tunica, Mississippi
Tunica là một thành phố thuộc quận Tunica, tiểu bang Mississippi, Hoa Kỳ. Năm 2010, dân số của thành phố này là 1 030 người.

## Dân số
- Dân số năm 2000: 1 132 người.
- Dân số năm 2010: 1 030 người.